# Hajagos
Hajagos (auch Hajagos-patak) ist ein Fluss im Komitat Veszprém im westlichen Teil Ungarns. Er zählt zu den rechten Nebenflüssen des Flusses Marcal. 

## Verlauf
Seine Quelle befindet sich nordwestlich von Magyarpolány im östlichen Teil der Gemeinde Noszlop in 265 Meter Höhe. Er fließt zunächst in nordwestlicher Richtung, dann in westlicher Richtung durch das Gemeindegebiet von Doba und Somlószőlős, weiter in nördlicher Richtung entlang der Ortschaften Somlóvecse, Kisszőlős, Vid, Dabrony und Nemesszalók. Dann mündet er im nordöstlichen Teil der Gemeinde Vinár in den Fluss Marcal. Der Fluss hat eine Länge von 33,3 Kilometern.